# Charron, Charente-Maritime

Charron este o comună în departamentul Charente-Maritime, Franța. În 1 ianuarie 2022 avea o populație de 2.014 de locuitori.